# Semaeopus perspectaria
Semaeopus perspectaria är en fjärilsart som beskrevs av Walker 1861. Semaeopus perspectaria ingår i släktet Semaeopus och familjen mätare. Inga underarter finns listade i Catalogue of Life.